# A Tribe Called Quest
A Tribe Called Quest was een Amerikaanse hiphopgroep, die tussen 1990 en 1998 een vijftal platen uitbracht en in 2015 een comeback maakte. De groep bestond uit Q-Tip, Ali Shaheed Muhammad en Jarobi White. Tot zijn overlijden in 2016 maakte Phife Dawg deel uit van de groep.

## Biografie
Q-Tip en Phife waren samen opgegroeid in Queens en ontmoetten Muhammad op highschool. De naam van de groep werd in 1988 bedacht door Jungle Brothers, een rapgroep waarvan de leden op dezelfde school hadden gezeten. Niet lang daarna begon de groep live op te treden, ook begonnen ze met opnames bij een plaatselijk platenlabel. Samen met de rapgroepen De La Soul en Jungle Brothers vormde zij de Native Tongues-familie, een hiphopcollectief bekend om de sociaal-bewuste en positieve boodschappen die ze in hun muziek verwerkten. In deze familie bevonden zich ook onder andere Queen Latifah, Black Sheep (hiphopgroep), Monie Love en Chi-Ali.
In hun tijd waren A Tribe Called Quest uniek doordat zij zich met spitsvondige teksten en een jazzy sound presenteerden als een alternatief voor gangsta rap en het machogedrag dat daarmee gepaard ging. Hun tweede album "The Low End Theory" uit 1991, wordt beschouwd als een van de beste hiphop-albums aller tijden. 
Opvolger "Midnight Marauders" (1993) leverde de groep een hit op in "Award Tour". De verwantschap met een groot aantal hiphop-artiesten kwam tot uitdrukking in het cd-boekje, waarin getekende portretten staan van meer dan vijftig bevriende artiesten als de Jungle Brothers, De La Soul, maar ook Heavy D, Ice-T en de Beastie Boys, waarmee Q-Tip later zou samenwerken. 
In 1996 werd het album "Beats, Rhymes and Life" uitgebracht, dat enigszins teleurstelde. Na het uitbrengen van het album "The Love Movement" in 1998, ging de groep uit elkaar. 
In 2006 kwam de groep weer bijeen voor een tour door de VS en in de daaropvolgende jaren deed de groep nog enkele optredens op festivals. In maart 2016 overleed rapper Phife Dawg aan de gevolgen van diabetes. De groep was op dat moment bezig met het opnemen van We Got It from Here... Thank You 4 Your Service. Dit album verscheen op 11 november 2016.

## Discografie

### Studioalbums
- 1990: People's Instinctive Travels and the Paths of Rhythm
- 1991: The Low End Theory
- 1993: Midnight Marauders
- 1996: Beats, Rhymes and Life
- 1998: The Love Movement
- 2016: We Got It from Here... Thank You 4 Your Service

### Compilatie-albums
- 1992: Revised Quest for the Seasoned Traveller
- 1999: The Anthology
- 2003: Hits, Rarities & Remixes
- 2006: The Lost Tribes
- 2008: The Best of A Tribe Called Quest

### Singles
| Single met eventuele hitnotering(en) in de Nederlandse Top 40 | Datum van verschijnen | Datum van binnenkomst | Hoogste positie | Aantal weken | Opmerkingen |
| ------------------------------------------------------------- | --------------------- | --------------------- | --------------- | ------------ | ----------- |
| Can I Kick It?                                                | 1991                  | 9-2-1991              | 13              | 6            |             |
| I left my wallet in El Segundo                                | 1991                  | 25-5-1991             | 28              | 4            |             |